# Urszula Szubzda
Urszula Bronisława Szubzda (z domu Styranka, po pierwszym mężu Jóźwik, ur. 25 sierpnia 1947 w Łodzi) – polska lekkoatletka sprinterka, dwukrotna olimpijka.

## Kariera
Startowała w sztafecie 4 × 100 metrów na igrzyskach olimpijskich w 1968 w Meksyku (odpadła w półfinale) i w Monachium w 1972 (8. miejsce w finale).
Brała udział w Mistrzostwach Europy w 1969 w Atenach (sztafeta 4 × 100 metrów, 5. miejsce) i w 1971 w Helsinkach (bieg na 200 metrów, odpadła w półfinale; sztafeta 4 × 100 metrów, 4. miejsce), a także w europejskich igrzyskach halowych w 1969 w Belgradzie (bieg na 50 metrów, 5. miejsce). Dwa razy wystąpiła w finale Pucharu Europy: w Kijowie (1967) (sztafeta 4 × 100 metrów, 6. miejsce) i w Budapeszcie (1970) (5. miejsce w biegu na 200 metrów i w sztafecie 4 × 100 metrów).
Była srebrną medalistką uniwersjady w 1973 w Moskwie w sztafecie 4 × 100 metrów. Na tych samych zawodach zajęła 8. miejsce w biegu na 200 metrów, a na 100 metrów odpadła w przedbiegach. 24 razy reprezentowała Polskę w meczach międzypaństwowych (2 zwycięstwa indywidualne).
Dwukrotnie zdobywała mistrzostwo Polski: na 200 m w 1970 i w sztafecie 4 × 400 metrów w 1973. Siedem razy była wicemistrzynią: na 100 m w 1968, 1970 i 1973, na 200 m w 1968 i 1971 w sztafecie 4 × 100 m w 1967 i w sztafecie 4 × 400 m w 1974. Była rekordzistką Polski w reprezentacyjnej sztafecie 4 × 100 m (44,19 s w 1972) i klubowej sztafecie 4 × 400 m (3:39,5 w 1973).
Rekordy życiowe:
- bieg na 100 metrów – 11,3 (pomiar ręczny) i 11,59 (pomiar elektroniczny)
- bieg na 200 metrów – 23,5 (pomiar ręczny) i 23,52 (pomiar elektroniczny)
- bieg na 400 metrów – 54,0 (pomiar ręczny)

Przez większą część kariery była zawodniczką Gwardii Olsztyn. Jest absolwentką AWF w Poznaniu. Była żoną olimpijczyka Marka Jóźwika. Aktualnie nauczyciel wychowania fizycznego w Szkole Mistrzostwa Sportowego w Ostródzie.